# Мануэль, Патрисио
Патрисио (Пат) Мануэль (англ. Patricio Manuel; род. 22 июля 1985) — американский боксёр-профессионал. В 2018 году он стал первым трансгендерным боксером в истории США, который провел профессиональный бой. Мануэль — пятикратный чемпион США по боксу среди женщин. Он провел свой последний бой в женской категории 2012 году против Тиары Браун. Его следующий бой состоялся после трансгендерного перехода, где он встретился с Хьюго Агиларом в 2018 году и победил единогласным решением судей. Мануэль дебютировал в профессиональном боксе в декабре 2018 года.

## Карьера
8 декабря 2018 года Мануэль дебютировал в профессиональном боксе на Golden Boy Promotions, одержав победу единогласным решением судей в четырех раундах над Хьюго Агиларом. Агилар узнал о том, что Мануэль — транс-мужчина только за два дня до боя. Он заявил: «Для меня это очень уважительно… Для меня это ничего не меняет. На ринге он хочет победить, и я тоже хочу победить».
В мае 2019 года Мануэль был основным докладчиком на мероприятии по запуску ЛГБТ+ фан-клуба Сан-Франциско Форти Найнерс, которое состоялось на Ливайс Стэдиум.
В сентябре 2019 года Мануэль стал новым лицом боксерского оборудования Everlast.

## Трансгендерный переход
Он начал свой переход с гормонотеррапии в 2013 году, а в 2014 году ему сделали мастэктомию в Солт-Лейк-Сити.

## Личная жизнь
Мать Мануэля, воспитывала его одна, при поддержке бабушки и дядей, она — американка ирландского происхождения. Его отец афроамериканец. Сейчас он живет со своей партнершей Амитой Свадхин и их питбулем Гинкго.